# سولومون مایر وان روتشیلد
سولومون مایر وان روچیلد (انگلیسی: Salomon Mayer von Rothschild؛ ۹ سپتامبر ۱۷۷۴ – ۲۸ ژوئیه ۱۸۵۵) بانکدار، کلکسیون‌دار و نیکوکار اهل اتریش بود. وی همچنین برندهٔ جوایزی همچون لژیون دونور (شوالیه) شده‌است.